# Porto Rico nos Jogos Olímpicos de Verão de 1964
Porto Rico competiu nos Jogos Olímpicos de Verão de 1964, realizados em Tóquio, Japão.